# Landsverk L-60
Ландсверк Л-60 (швед. Landsverk L-60) или Стридсвагн Л-60 (швед. Stridsvagn L-60 (Landsverk 60), stridsvagn — танк) — шведский лёгкий танк. Разработан компанией «Ландсверк» (швед. «Landsverk») в 1934 году. Модификация L-60 S в 1939 году принята на вооружение шведской армии под обозначением Стридсвагн м/38 (швед. Stridsvagn m/38, сокращённо — Strv m/38). Четыре танка L-60 продано в Австрию, Венгрию и Ирландию. Кроме того, Венгрия приобрела лицензию на производство танка L-60, послужившего базовой моделью для венгерского танка 38M «Толди» (венг. 38M Toldi).

## История создания
Инициативные разработки по программам Landsverk 60 и 61 шли с 1931 года, но без заказчика ограничивались бумажными проектами по мотивам L-10. Наконец, в 1934 году Ирландия заключила с компанией «Ландсверк» (швед. «Landsverk») контракт на лёгкий танк с 20-мм пушкой, получивший обозначение Landsverk L-60. Машина разрабатывалась немецким инженером Отто Меркером (нем. Otto Merker), который ранее проектировал L-5, с широким использованием немецких компонентов. Танк был, по сути, увеличенным малым разведчиком Landsverk 100 с улучшенным до L-10 бронированием (позднее было так же улучшено и вооружение). В 1935 году законтрактованные два танка были поставлены ирландцам, вместо 6-цилиндровых карбюраторных моторов «Сканиа Вабис» 1664 (швед. Scania Vabis 1664) мощностью 142 л.с. на них были установлены немецкие «Бюссинг-НАГ». Главной инновацией на машине была ходовая часть: если на L-10 катки были сблокированы в тележки, то на L-60 стояла независимая торсионная подвеска, разработанная при участии правой руки Ф. Порше Карла Рабе.

## Модификации
- L-60 - базовая модель с 20-мм пушкой, поставлялась только на экспорт.

- L-60 S (Strv m/38) - модификация для шведской армии с 37-мм пушкой.

- L-60 S/II (Strv m/39) - модификация с заменой спаренного пулемёта в башне на два автономных.

- L-60 S/III (Strv m/40L) - модификация с автоматической трансмиссией.

- L-60 S/V (Strv m/40K) - модификация с усиленным до 50 мм бронированием, двигателем мощностью 162 л.с. и усиленной подвеской.

### Машины на базе L-60
- Landsverk L-62 Anti - зенитная самоходная установка, по лицензии производилась в Венгрии как 40M Nimród.

- Landsverk L-62 Anti II - зенитная самоходная установка, экспортный вариант для Финляндии.

- Lvkv m/43 - зенитная самоходная установка, вариант для шведской армии.

- Pvkv IV - проект модернизации танка путём установки более мощного вооружения в новую башню. Ни данный, ни другие опытные образцы на базе Strv m/41 в серию не пошли.

## Описание конструкции
L-60 имел отделение управления в лобовой, боевое отделение — в средней и моторно-трансмиссионное отделение — в кормовой части машины. Штатный экипаж машины состоял из трёх человек:

### Ходовая часть
Первый серийный танк который нёс торсионную подвеску.